# American Football League
American Football League (AFL) je bila profesionalna liga američkog nogometa koja je djelovala između 1960. i 1969. u Sjedinjenim Amerčkim Državama.

## Povijest AFL-a
AFL je stvoren 1959. godine kao suparnička liga za tada ekspanziji nesklonom NFL-u koja bi okupljala nove klubove i nova tržišta u SAD-u za profesionalni američki nogomet. Prva utalmica nove lige je odigrana 9. rujna 1960. godine, a sačinjavalo ju je osam klubova (Boston Patriots, Buffalo Bills, Dallas Texans, Denver Broncos, Houston Oilers, Los Angeles Chargers, New York Titans i  Oakland Raiders) podijeljenih u dvije divizije - Eastern (Istočna) i Western (Zapadna). Ligi su se još pridružile dvije momčadi - Miami Dolphins (1966.) i Cincinnati Bengals (1968.). 
Tijekom svog postojanja AFL je bila u sukobu s NFL-om, ponajviše radi odvlačenja novih igrača na vlastiti draft (događalo se da istog igrača na draftu uzme i AFL i NFL momčad), gledatelja, TV prava i financija. Konačno je dogovor o ujedinjenju ovih dviju liga postignut 1966. kojim je dogovorono da će 1970. godine momčadi iz AFL-a ući u NFL i tvoriti vlastitu konferenciju, zajednički draft te Super Bowl - godišnju utakmicu za naslov prvaka između momčadi AFL-a i NFL-a, te je prvi odigran 15. siječnja 1967. godine. Lige su se konačno ujedinile 1970. godine te je svih 10 momčadi iz AFL-a, uz još tri momčadi iz NFL-a stvorilo American Football Conference - konfernciju NFL lige, dok je preostalih 13 momčadi NFL-a tvorilo National Football Conference.

## Momčadi AFL-a
AFL je tvorilo 10 momčadi koje i danas postoje u NFL-u podijeljenih u dvije divizije - Eastern (Istočna) i Western (Zapadna).
| Divizija          | Današnji naziv momčadi | Naziv momčadi u AFL-u                   | Aktivne sezone              | Omjer utakmica u AFL-u (pob-por-rem) | Osvojena prvenstva | Konferencijski naslovi |
| ----------------- | ---------------------- | --------------------------------------- | --------------------------- | ------------------------------------ | ------------------ | ---------------------- |
| Eastern (Istočna) | New England Patriots   | Boston Patriots                         | 1960. – 1969.               | 64-69-9                              | 0                  | 1                      |
| Eastern (Istočna) | Buffalo Bills          | Buffalo Bills                           | 1960. – 1969.               | 67-71-6                              | 2                  | 3                      |
| Eastern (Istočna) | Tennessee Titans       | Houston Oilers                          | 1960. – 1969.               | 72-69-4                              | 2                  | 4                      |
| Eastern (Istočna) | Miami Dolphins         | Miami Dolphins                          | 1966. – 1969.               | 15-39-2                              | 0                  | 0                      |
| Eastern (Istočna) | New York Jets          | New York Titans New York Jets           | 1960. – 1962. 1963. – 1969. | 71-67-6                              | 1                  | 2                      |
| Western (Zapadna) | Cincinnati Bengals     | Cincinnati Bengals                      | 1968. – 1969.               | 7-20-1                               | 0                  | 0                      |
| Western (Zapadna) | Kansas City Chiefs     | Dallas Texans Kansas City Chiefs        | 1960. – 1962. 1963. – 1969. | 92-50-5                              | 3                  | 2                      |
| Western (Zapadna) | Denver Broncos         | Denver Broncos                          | 1960. – 1969.               | 39-97-4                              | 0                  | 0                      |
| Western (Zapadna) | San Diego Chargers     | Los Angeles Chargers San Diego Chargers | 1960. 1961. – 1969.         | 88-51-6                              | 1                  | 5                      |
| Western (Zapadna) | Oakland Raiders        | Oakland Raiders                         | 1960. – 1969.               | 80-61-5                              | 1                  | 3                      |

## AFL Championship Game
AFL Championship Game je završna utakmica sezone u AFL-u u kojoj se odredio prvak AFL-a za pojedinu sezonu. Ova se utakmica obično igrala krajem prosinca ili početkom siječnja. Najviše osvojenih naslova i to tri ima momčad Kansas City Chiefsa.
| Sezona | Prvak              | Rezultat | Finalist             | Grad, stadion                            | Savezna država |
| ------ | ------------------ | -------- | -------------------- | ---------------------------------------- | -------------- |
| 1960.  | Houston Oilers     | 24-16    | Los Angeles Chargers | Houston, Jeppesen Stadium                | Teksas         |
| 1961.  | Houston Oilers     | 10-3     | San Diego Chargers   | San Diego, Balboa Stadium                | Kalifornija    |
| 1962.  | Dallas Texans      | 20-17    | Houston Oilers       | Houston, Jeppesen Stadium                | Teksas         |
| 1963.  | San Diego Chargers | 51-10    | Boston Patriots      | San Diego, Balboa Stadium                | Kalifornija    |
| 1964.  | Buffalo Bills      | 20-7     | San Diego Chargers   | Buffalo, War Memorial Stadium            | New York       |
| 1965.  | Buffalo Bills      | 23-0     | San Diego Chargers   | San Diego, Balboa Stadium                | Kalifornija    |
| 1966.  | Kansas City Chiefs | 31-7     | Buffalo Bills        | Buffalo, War Memorial Stadium            | New York       |
| 1967.  | Oakland Raiders    | 40-7     | Houston Oilers       | Oakland, Oakland-Alameda County Coliseum | Kalifornija    |
| 1968.  | New York Jets      | 27-23    | Oakland Raiders      | New York, Shea Stadium                   | New York       |
| 1969.  | Kansas City Chiefs | 17-7     | Oakland Raiders      | Oakland, Oakland-Alameda County Coliseum | Kalifornija    |

## Pobjednici divizija AFL-a
| Sezona | Eastern (Istočna) | Western (Zapadna)    |
| ------ | ----------------- | -------------------- |
| 1960.  | Houston Oilers    | Los Angeles Chargers |
| 1961.  | Houston Oilers    | San Diego Chargers   |
| 1962.  | Houston Oilers    | Dallas Texans        |
| 1963.  | Boston Patriots   | San Diego Chargers   |
| 1964.  | Buffalo Bills     | San Diego Chargers   |
| 1965.  | Buffalo Bills     | San Diego Chargers   |
| 1966.  | Buffalo Bills     | Kansas City Chiefs   |
| 1967.  | Houston Oilers    | Oakland Raiders      |
| 1968.  | New York Jets     | Oakland Raiders      |
| 1969.  | New York Jets     | Oakland Raiders      |